# 僕たちは、あの日の夜明けを知っている
『僕たちは、あの日の夜明けを知っている』（ぼくたちは、あのひのよあけをしっている）は、AKB48の6thオリジナル・アルバム。2018年1月24日にキングレコードから発売された。

## 背景とリリース
前作『サムネイル』以来、1年ぶりとなる通算9作目のアルバムである。
オリジナル・アルバムとしては6作目となる。
「Type A」、「Type B」、「劇場盤」の3形態で発売された。
新曲はリードトラック「靴紐の結び方」をはじめ、全タイプあわせて8曲が収録されている。そのほか、2017年に発売されたシングル表題曲、坂道AKB「誰のことを一番 愛してる?」、豆腐プロレス楽曲である「ギブアップはしない」、シングルの劇場盤カップリング曲が収録されている。ただし、48thシングル『願いごとの持ち腐れ』のカップリング曲は今作のいずれのタイプにも収録されていない。
また、2023年にレーベルをユニバーサルミュージックに移籍したため、キングレコードから発売された最後のアルバムとなった。

## アートワーク
| Type A | 岡田奈々、荻野由佳、加藤玲奈、指原莉乃、須田亜香里、瀧野由美子、山本彩、横山由依                                                                                      |
| Type B | 入山杏奈、柏木由紀、白間美瑠、高橋朱里、中井りか、松井珠理奈、宮脇咲良、向井地美音                                                                                    |
| 劇場盤 | 入山杏奈、岡田奈々、荻野由佳、柏木由紀、加藤玲奈、指原莉乃、白間美瑠、須田亜香里、 高橋朱里、瀧野由美子、中井りか、松井珠理奈、宮脇咲良、向井地美音、山本彩、横山由依 |

アーティスト写真およびジャケット写真は、「新たな旅立ち、ゼロからの再出発」をテーマに、世代交代が進む13年目の「新生AKB48」のプロローグを、荒野を走るラリーとして表現したもので、センターは岡田奈々が務める。

## 収録トラック

### Type A
| 全作詞: 秋元康。 |                                            |           |                          |                |      |
| #                | タイトル                                   | 作詞      | 作曲                     | 編曲           | 時間 |
| 1.               | 「シュートサイン」                         | 秋元康    | 近藤圭一                 | 佐々木裕       | 4:36 |
| 2.               | 「誰のことを一番 愛してる?」(坂道AKB)      | 秋元康    | 佐久間和宏               | 佐久間和宏     | 4:22 |
| 3.               | 「悲しい歌を聴きたくなった」(まゆゆきりん) | 秋元康    | 松本一也                 | 若田部誠       | 4:31 |
| 4.               | 「願いごとの持ち腐れ」                     | 秋元康    | 内山栞                   | 若田部誠       | 3:04 |
| 5.               | 「#好きなんだ」                            | 秋元康    | 伊藤心太郎               | 太田貴之       | 4:31 |
| 6.               | 「ギブアップはしない」                     | 秋元康    | 川浦正大                 | 野中“まさ”雄一 | 4:59 |
| 7.               | 「抱きつこうか?」(AKB48 16期研究生)        | 秋元康    | 石井健太郎               | 石井健太郎     | 4:52 |
| 8.               | 「11月のアンクレット」                     | 秋元康    | 丸谷マナブ               | APAZZI         | 4:22 |
| 9.               | 「予想外のストーリー」(ボーカル選抜)       | 秋元康    | SHAKEY・わたなべしゅうじ | SHAKEY         | 4:57 |
| 10.              | 「靴紐の結び方」                           | 秋元康    | KEIT                     | 板垣祐介       | 4:00 |
| 11.              | 「涙の表面張力」                           | 秋元康    | 山田智和                 | 芥田貴弘       | 4:01 |
| 12.              | 「Mystery Line」                           | 秋元康    | BASEMINT                 | BASEMINT       | 4:06 |
| 13.              | 「恋愛無間地獄」                           | 秋元康    | 前嶋康明                 | 華原大輔       | 5:09 |
| 14.              | 「天国の隠れ家」                           | 秋元康    | 中山聡、足立優           | 若田部誠       | 4:59 |
| 合計時間:        | 合計時間:                                  | 合計時間: | 合計時間:                | 62:29          |      |

| #  | タイトル                             | 作詞 | 作曲・編曲 |
| -- | ------------------------------------ | ---- | ---------- |
| 1. | 「AKB48グループメンバー エア握手会」 |      |            |

### Type B
| 全作詞: 秋元康。 |                                            |           |                          |                |      |
| #                | タイトル                                   | 作詞      | 作曲                     | 編曲           | 時間 |
| 1.               | 「シュートサイン」                         | 秋元康    | 近藤圭一                 | 佐々木裕       | 4:36 |
| 2.               | 「誰のことを一番 愛してる?」(坂道AKB)      | 秋元康    | 佐久間和宏               | 佐久間和宏     | 4:22 |
| 3.               | 「悲しい歌を聴きたくなった」(まゆゆきりん) | 秋元康    | 松本一也                 | 若田部誠       | 4:31 |
| 4.               | 「願いごとの持ち腐れ」                     | 秋元康    | 内山栞                   | 若田部誠       | 3:04 |
| 5.               | 「#好きなんだ」                            | 秋元康    | 伊藤心太郎               | 太田貴之       | 4:31 |
| 6.               | 「ギブアップはしない」                     | 秋元康    | 川浦正大                 | 野中“まさ”雄一 | 4:59 |
| 7.               | 「抱きつこうか?」(AKB48 16期研究生)        | 秋元康    | 石井健太郎               | 石井健太郎     | 4:52 |
| 8.               | 「11月のアンクレット」                     | 秋元康    | 丸谷マナブ               | APAZZI         | 4:22 |
| 9.               | 「予想外のストーリー」(ボーカル選抜)       | 秋元康    | SHAKEY・わたなべしゅうじ | SHAKEY         | 4:57 |
| 10.              | 「靴紐の結び方」                           | 秋元康    | KEIT                     | 板垣祐介       | 4:00 |
| 11.              | 「涙の表面張力」                           | 秋元康    | 山田智和                 | 芥田貴弘       | 4:01 |
| 12.              | 「キスキャンペーン」                       | 秋元康    | Ruby                     | APAZZI         | 4:23 |
| 13.              | 「クサイモノだらけ」                       | 秋元康    | Dkeji                    | 野中“まさ”雄一 | 4:16 |
| 合計時間:        | 合計時間:                                  | 合計時間: | 合計時間:                | 56:54          |      |

### 劇場盤
| 全作詞: 秋元康。 |                                            |           |                          |                            |      |
| #                | タイトル                                   | 作詞      | 作曲                     | 編曲                       | 時間 |
| 1.               | 「シュートサイン」                         | 秋元康    | 近藤圭一                 | 佐々木裕                   | 4:36 |
| 2.               | 「誰のことを一番 愛してる?」(坂道AKB)      | 秋元康    | 佐久間和宏               | 佐久間和宏                 | 4:22 |
| 3.               | 「悲しい歌を聴きたくなった」(まゆゆきりん) | 秋元康    | 松本一也                 | 若田部誠                   | 4:31 |
| 4.               | 「願いごとの持ち腐れ」                     | 秋元康    | 内山栞                   | 若田部誠                   | 3:04 |
| 5.               | 「#好きなんだ」                            | 秋元康    | 伊藤心太郎               | 太田貴之                   | 4:31 |
| 6.               | 「ギブアップはしない」                     | 秋元康    | 川浦正大                 | 野中“まさ”雄一             | 4:59 |
| 7.               | 「抱きつこうか?」(AKB48 16期研究生)        | 秋元康    | 石井健太郎               | 石井健太郎                 | 4:52 |
| 8.               | 「11月のアンクレット」                     | 秋元康    | 丸谷マナブ               | APAZZI                     | 4:22 |
| 9.               | 「予想外のストーリー」(ボーカル選抜)       | 秋元康    | SHAKEY・わたなべしゅうじ | SHAKEY                     | 4:57 |
| 10.              | 「涙の表面張力」                           | 秋元康    | 山田智和                 | 芥田貴弘                   | 4:01 |
| 11.              | 「ごめんね、好きになっちゃって…」          | 秋元康    | 杉山勝彦                 | 杉山勝彦、三谷秀甫、谷地学 | 4:17 |
| 合計時間:        | 合計時間:                                  | 合計時間: | 合計時間:                | 48:32                      |      |

## 歌唱メンバー

### 靴紐の結び方
（センター：岡田奈々）
- 入山杏奈、岡田奈々、荻野由佳[注 2]、柏木由紀、加藤玲奈、指原莉乃[注 3]、白間美瑠[注 4]、須田亜香里[注 5]、高橋朱里、瀧野由美子[注 6]、中井りか[注 2]、松井珠理奈[注 5]、宮脇咲良[注 7]、向井地美音、山本彩[注 8]、横山由依

### 涙の表面張力
（センター：岡田奈々）
- 岡田奈々、小嶋真子、高橋朱里、向井地美音

### Mystery Line
（センター：松井珠理奈）
- 白間美瑠、田野優花、松井珠理奈

### 恋愛無間地獄
- 荻野由佳、込山榛香、指原莉乃

### 天国の隠れ家
（センター：中井りか）
- 川本紗矢、須田亜香里、中井りか、樋渡結依、吉田朱里[注 8]

### キスキャンペーン
- 入山杏奈、加藤玲奈、宮脇咲良

### クサイモノだらけ
- 柏木由紀、山本彩、横山由依

### ごめんね、好きになっちゃって…
（センター：小栗有以）
- 岡部麟、小栗有以、小畑優奈[注 5]、加藤美南[注 2]、久保怜音、倉野尾成美、瀧野由美子、松岡はな[注 3]、山本彩加[注 8]

### 既発曲
シュートサイン
- 市川美織、入山杏奈、大西桃香、大家志津香、岡田奈々、小栗有以、柏木由紀、加藤玲奈、川本紗矢、木﨑ゆりあ、北原里英、小嶋陽菜、小嶋真子、兒玉遥、込山榛香、後藤楽々、指原莉乃、白間美瑠、須田亜香里、高橋朱里、中井りか、松井珠理奈、松岡はな、峯岸みなみ、宮脇咲良、向井地美音、武藤十夢、山本彩加、山本彩、横山由依、吉田朱里、渡辺麻友

誰のことを一番 愛してる?
坂道AKB
- 伊藤万理華、今泉佑唯、岡田奈々、小栗有以、北野日奈子、小嶋真子、齋藤飛鳥、菅井友香、寺田蘭世、長濱ねる、平手友梨奈、星野みなみ、堀未央奈、松井珠理奈、宮脇咲良、向井地美音、渡辺梨加、渡邉理佐

悲しい歌を聴きたくなった
まゆゆきりん
- 柏木由紀、渡辺麻友

願いごとの持ち腐れ
- 市川美織、入山杏奈、大家志津香、岡田奈々、小栗有以、小田えりな、柏木由紀、加藤玲奈、川本紗矢、木﨑ゆりあ、北原里英、久保怜音、小嶋真子、兒玉遥、後藤楽々、込山榛香、指原莉乃、白間美瑠、須田亜香里、高橋朱里、高柳明音、朝長美桜、中井りか、古畑奈和、松井珠理奈、松岡はな、峯岸みなみ、宮脇咲良、向井地美音、武藤十夢、山本彩加、山本彩、横山由依、吉田朱里、渡辺麻友

#好きなんだ
- 岡田奈々、荻野由佳、北原里英、指原莉乃、白間美瑠、須田亜香里、惣田紗莉渚、高橋朱里、高柳明音、古畑奈和、本間日陽、松井珠理奈、宮脇咲良、横山由依、吉田朱里、渡辺麻友

ギブアップはしない
- チェリー宮脇、ロングスピーチ横山、パッパラー木﨑、キューティーレナッチ、サックス古畑、ハリウッドJURINA、ユンボ島田、道頓堀白間、ブラックベリー向井地

抱きつこうか?
AKB48 16期研究生
- 浅井七海、稲垣香織、梅本和泉、黒須遥香、佐藤美波、庄司なぎさ、鈴木くるみ、田口愛佳、田屋美咲、長友彩海、播磨七海、本間麻衣、前田彩佳、道枝咲、武藤小麟、安田叶、山内瑞葵、山根涼羽

11月のアンクレット
- 入山杏奈、岡田奈々、岡部麟、荻野由佳、小栗有以、小畑優奈、柏木由紀、加藤玲奈、北原里英、小嶋真子、兒玉遥、指原莉乃、白間美瑠、須田亜香里、高橋朱里、瀧野由美子、田中美久、中井りか、松井珠理奈、松岡はな、峯岸みなみ、宮脇咲良、向井地美音、山本彩加、山本彩、横山由依、吉田朱里、渡辺麻友

予想外のストーリー
ボーカル選抜
- 岡田奈々、柏木由紀、白間美瑠、高柳明音、田野優花、峯岸みなみ、山本彩、横山由依